# 古希腊哲学

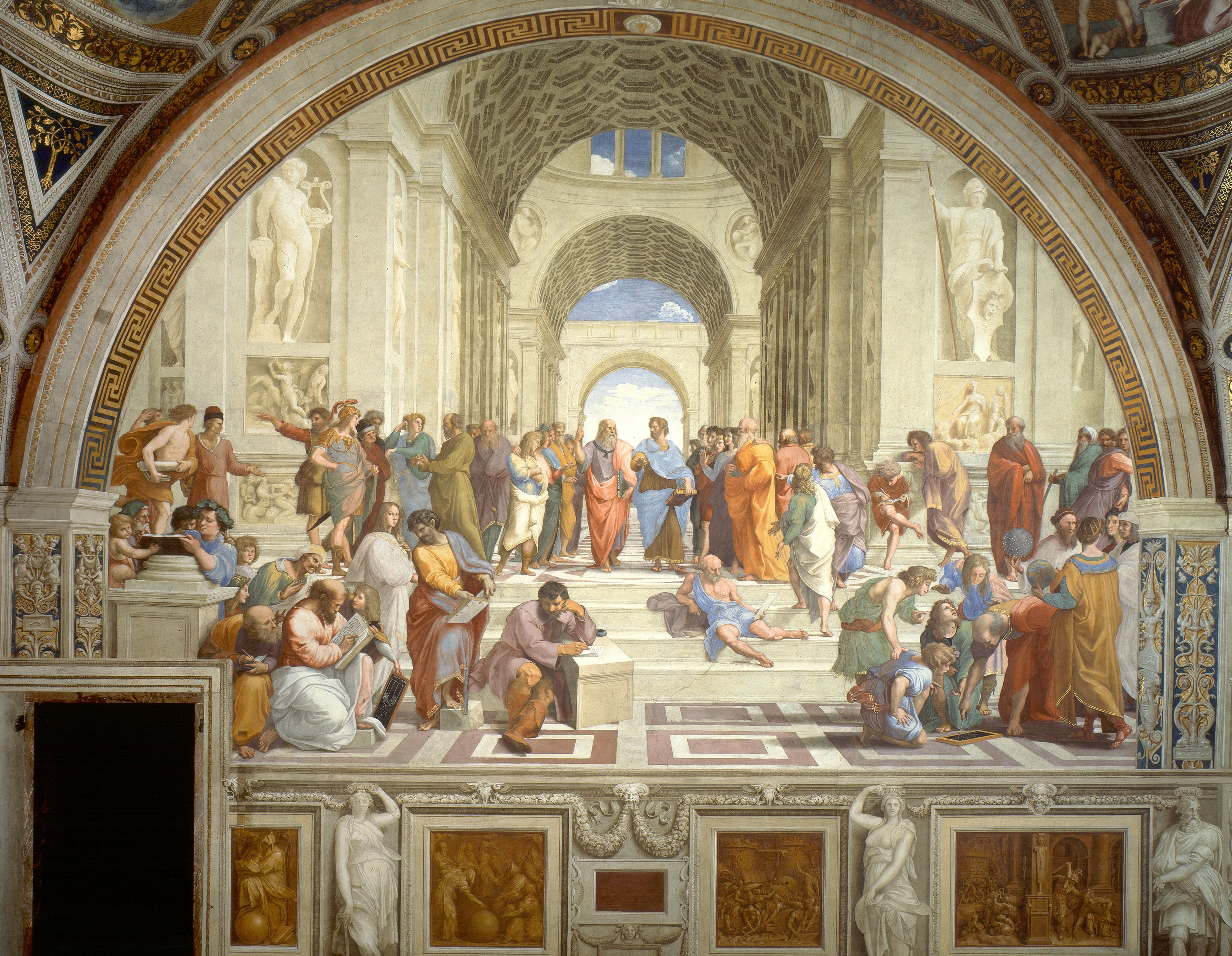
拉斐爾的名作雅典學院 (畫作)，畫中古希臘各哲學學派的代表者聚集在一個想象中的古希臘殿堂中。

古希臘哲學是古代希臘的哲學體系與學派之總稱，源自前6世紀在伊奧尼亞出現的米利都學派，而後經歷古典時期的雅典學派，發展成希臘化時期和羅馬時期的諸多學派。
前4世紀柏拉圖所創立的雅典學院，標示古希臘哲學進入一個高度系統化、學院化的時代。至晚古時代結束爲止，希臘哲學的代表學派除柏拉圖學院派以外，還有亞里斯多德的逍遙學派、斯多葛學派、伊比鳩魯學派等。中世紀早期，隨着古羅馬帝國基督教化、狄奧多西大帝解散雅典諸學派後，古代希臘哲學的發展便止步於此。然而，由於古希臘的哲學思想對早期基督教教父的解經方法有深遠的影響，亦在伊斯蘭教化的阿拉伯世界中佔據主導地位，加上文藝復興時代的思想家崇尚古典文明，因此從中世紀開始，到現代科學、哲學的基本方法與世界觀無不反映了古希臘哲學的影響力。
儘管自前6世紀的米利都學派至前4世紀的柏拉圖學院爲止，希臘哲學已經發展出了多個學派與思想，然而柏拉圖筆下描畫的蘇格拉底對「哲學」（φιλοσοφία，即「愛智慧者」）的定義近乎影響了之後所有的學派，現代學者也因此將古希臘哲學劃分成爲「前蘇格拉底」與「蘇格拉底」兩個時代；不過亦有學者認爲這一劃分的準確性有待商榷。無論如何，柏拉圖與他筆下的蘇格拉底對整個西方哲學史的影響可見於懷特黑德的名言：歐洲的哲學傳統可歸結爲「一系列加在柏拉圖著作上的腳註」。

## 起源
古希臘文明自遠古即有以宗教信仰的方式解釋世界與自然現象的嘗試，即爲希臘神話的內容，而荷馬、希羅多德的史詩則是這一傳統的集大成者。
早期希臘哲學的起源與定義至今仍是學界辯論的話題之一。傳統觀點認爲，古希臘哲學完全起源自前6世紀的米利都，是當時的幾位思想家的產物；然而現代亦有學者指出，早在前11世紀以前，古代希臘世界與近東世界有龐大的貿易網關連，很可能因此吸取了巴比倫哲學的影響。此外，古希臘哲學在其發展的歷程中亦受到了古印度哲學直接或間接的影響，尤其是皮浪主義的創始人皮浪曾從軍隨亞歷山大大帝跋涉到印度，並師事於當地的哲學家（可能是佛教哲學家）。
儘管如此，仍有學者指出，古希臘哲學與不同文明中的宗教信仰有根本的區別。前者的根本特徵是其建立在人類理性之上，而非神學的宇宙觀。因此，古典學家馬丁·威斯特說：「他們（早期希臘哲學家）以一己之力走進了理性⋯⋯我們所謂的哲學是希臘的產物。」

## 各個时期的學派和學者

### 前苏格拉底時期
西方哲學的歷史一般認為發源自古希腊，特别是古希臘通稱為前蘇格拉底時期的哲學家。
这只是区别更早的古埃及、闪族以及巴比伦文化里出现的早期哲学家而作的定义。诚然，每个文化中都存在伟大的思想家和作家，而我们有证据证明一些最早的希腊哲学家可能至少接触过某些古埃及和巴比伦思想的作品。然而，早期希腊思想家与他们的前人相比至少增加了一种不同之处，使他们与前人的思想区分开来。在历史上，在他们的作品中，我们首次发现他们对于世界规律并不是教条式的主张，而包括了他们对这些理论的各种论点。
现代证明，早期希腊哲学家提出的几乎所有各种宇宙论是极度和明确的谬误，但这并不会降低它们的重要性。因为即使以后的哲学家立刻抛弃了前人假设的答案，但他们不能逃避古希腊哲学家所提出的问题：
- 一切事物从哪来？
- 它到底是由什么制造的？
- 我们如何解释大量事物组成的本质？
- 为什么我们能用单一数学来描述它们？

而希腊哲学家所追随的形式和传达他们的答案方法，变得与他们所问的问题一样重要。
前苏格拉底的哲学家拒绝传统的神话对他们周遭所见现象的解释，而赞同更理性的解释。换言之，他们依靠推论和观察来阐明围绕他们周围的真实自然界，而且他们使用合理的论点突出他们的观点来告诉他人。尽管哲学家对关于理性和观察相关重要性尺度有所争论，但2500年来他们基本上一致使用由前苏格拉底学派最早发明的方法。
在确定前苏格拉底哲学家的思想，以及确定他们用以支持自己独特观点的论据的方式的时候争议常出现。这个问题并非来自他们自身或思想上的一些缺陷，纯粹是由于他们的历史与我们相隔太远的缘故。虽然多数前苏格拉底哲学家创作出标志性的著作，但我们并没有任何一本著作的完整版本。我们只有后世的哲学家和史学家对其作品的引用，与偶尔发现的原文片段。
希臘哲學總是圍繞著“一”與“多”的問題在打轉。在這個希臘哲學發展的最初期，已經有了“一”的觀念。賢哲之士從實體的連續變化歷程及生死的交替更迭中，想到宇宙有一共同的本原，看出了必有某種恒存之物，那就是最初的某物。因此，愛奧尼亞的哲學或宇宙論主要是想嘗試決定萬物的原始因素或原質（德語：Urstoff）。泰勒斯宣稱是水，阿那克西美尼說是氣，赫拉克利特則說是火，他們雖然各執一辭，但都認為它是物質的，而且相信它只有一個。在這個決定的過程中用的不是科學或實驗的方法，而是慎思明辨的理性，是直觀到宇宙的同一。他們都飛越了經驗觀察所能指證的範圍，但同時不以神話的假設為滿足，而要尋求一個真正的同一原理，找出變化的原質。他們對“萬物是一”及“原質（不管是水、氣或火）”的肯定，是由理性或思想所指導的，而非僅僅出自想像或神話，因此被稱為歐洲的第一批哲學家。
- 米利都學派
  - 泰勒斯
  - 阿那克西曼德
  - 阿那克西美尼
- 艾菲索斯的赫拉克利特
- 恩培多克勒
- 毕达哥拉斯及其學派
- 爱利亚学派
  - 色诺芬尼
  - 巴门尼德
  - 埃利亚的芝诺
  - 麥里梭
- 恩培多克勒
- 阿那克薩戈拉
- 原子论者
  - 留基伯
  - 德谟克利特

### 苏格拉底時期

#### 辯士學派
- 普罗泰戈拉
- 高爾吉亞

#### 苏格拉底
苏格拉底是一位雅典的哲学家，成为西方哲学传统中最重要的人物。他提问的方式是对西方的思维方式有最重要的贡献。

#### 小苏格拉底學派
- 麥加拉學派
  - 墨伽拉的歐幾里得
  - 歐布利德斯
- 犬儒學派
  - 安提斯泰尼
  - 锡诺普的第欧根尼
- 昔蘭尼學派
  - 阿瑞斯提普斯

### 柏拉图與亞里士多德

#### 柏拉圖與雅典學院
柏拉图是一个非常有影响力的古典希腊哲学家，受教于苏格拉底，并教导了亚里士多德。他最著名的作品，《理想国》描绘了他幻想的“完美”国家。他也写了《律法》和许多苏格拉底的对话录。柏拉图在年轻的时候就成为了苏格拉底的学生，而且(据他自己叙述)参加了对他老师的审讯，虽然并非由他执行。与苏格拉底不同，柏拉图写下了他的哲学观点，并留下相当多数量的手稿。

#### 亚里士多德與逍遙學派
亚里士多德是与柏拉图一起，被称为对西方思维方式产生重要影响力的两人之一。
他们的作品，虽然在许多基础的方面有关连，但在风格和主旨方面却截然不同。柏拉图写下了数打哲学对话录（以谈话的形式来辩论，通常由苏格拉底以参与者身份出现）和少量信函。虽然早期的对话录主要是关于获得知识的方法，而且大多数在最后关于公正和实际的伦理，但他最著名的作品陈述一个关于伦理学、形而上学、推论、知识和人类生命的概要观点。其突出的思想包括，通过直觉（感观）所获得的知识总是会留下困惑和不纯的观点，而且对所谓“沉思的心灵能从世界中获得‘真实’的知识”感到厌烦。只有灵魂能掌握知识的结构、事物的真实本质，我们看到的世界仅仅是一个充满瑕疵的拷贝。这样的知识不仅有伦理的重要性，而且有科学的重要性。我们可以把柏拉图视为一个唯心主义者和理性主义者。
相比之下，亚里士多德更重视从感观获得知识，而且将相对的更多地获得经验主义者的现代标签。因此亚里士多德为之后最终发展进入科学方法的世纪做好了准备。如今仍然存在的亚里士多德作品以论文的形式出现，大部分并未被作者所发行。最重要的包括了《物理学》、《形而上学》、《尼各马可伦理学》、《政治学》、《论灵魂》（在灵魂之上）、诗学和很多其它的作品。

### 希臘化與羅馬時期
隨著前4世紀末亞里士多德的學生亞歷山大大帝對東方的征服，希臘哲學播遷到埃及和近東。又因爲羅馬共和國在前146年征服希臘地區，希臘抽象思辨的傳統又影響至羅馬統治的地區。各地產生了受希臘影響，但具有本土特色的哲學。

#### 學院懷疑主義
- 阿尔克西拉乌斯 （316-232 BC）
- 卡尔内阿德斯 （214-129 BC）
- 西塞罗 （106-43 BC）

#### 伊比鳩魯主義
- 伊壁鸠鲁与卢克莱修

#### 斯多葛主義
- 季蒂昂的芝诺
- 爱比克泰德
- 马可·奥勒留

#### 新柏拉图主义
- 阿摩尼阿斯·萨卡斯
- 普罗提诺
- 波菲利
- 普罗克洛斯
- 楊布里科斯

## 影響
古典希腊哲学在很多方面为现代科学与现代哲学铺设了道路。
在宗教方面，古典希腊哲学對早期不同宗教的希臘化發展都具有深遠的影響。
例如，猶太教的希臘化，著名犹太哲學家亚里斯多布鲁斯和斐洛，便採用了寓意的解經方法。而在基督教當中，早期的教會父老（即教父）都融合了古希腊哲学的思想和解經方法。由於受著名的教父游斯丁、俄利根和特土良等所影響，形成了很多基督教傳統教義。
早期希腊哲学家对后世所产生的影响从未间断，从早期基督教神学、穆斯林哲学到文艺复兴，再到启蒙运动和现代的普通科学都可見得到。

## 引用
1. ↑  "The safest general characterization of the European philosophical tradition is that it consists of a series of footnotes to Plato." Alfred North Whitehead (1929), Process and Reality, Part II, Chap. I, Sect. I.
2. ↑  Marc Van De Mieroop. . Princeton University Press. 2016. ISBN 978-0-691-15718-4.
3. ↑  Diogenes Laertius, 9.11.
4. ↑  Conze, Edward. Buddhist Philosophy and Its European Parallels （页面存档备份，存于）. Philosophy East and West 13, p.9-23, no.1, January 1963. University press of Hawaii.
5. ↑  Griffin, Jasper; Boardman, John; Murray, Oswyn. . Oxford [Oxfordshire]: Oxford University Press. 2001: 140  [2020-07-13]. ISBN 978-0-19-280137-1. （原始内容存档于2020-12-02）.
6. ↑  .   [2023-03-06]. （原始内容存档于2020-11-13）.

## 研究書目
- 陳康：《陳康：論希臘哲學》（北京：商務印書館，1990年）.